# سن-اوزب، کبک
سَن-اُزِب (به فرانسوی: Saint-Eusèbe) قصبه‌ای در منطقه شهری تمیسکوواتا ناحیه با-سن-لوران در استان کبک کانادا است. در سرشماری سال ۲۰۱۱ این قصبه ۶۱۴ نفر جمعیت داشته‌است و مساحت آن ۱۲۰٫۱۲ کیلومتر مربع است.